# Józef Sowa
Józef Sowa (ur. 5 grudnia 1933 w Dąbrówce, zm. 15 lutego 2023) – polski lekarz wojskowy i działacz kombatancki, pułkownik Wojska Polskiego.

## Życiorys
Urodził się 5 grudnia 1933 r. w Dąbrówce w późniejszym powiecie kłobuckim. W czasie okupacji niemieckiej jego rodzice ukrywali Żydów w swoim gospodarstwie w Wierzchowisku, za co 1 września 1943 r. Niemcy rozstrzelali ich, spalili część wsi, a jego samego wraz z rodzeństwem wywieźli do Niemiec. 
Sowa przebywał w Niemczech do kwietnia 1945 r., a po powrocie do Polski wychowywał się w rodzinach zastępczych. Jako pełnoletni wstąpił do wojska i skończył Oficerską Szkołę Centrum Wyszkolenia Medycznego, po czym pełnił obowiązki lekarza w pułkach m.in. w Częstochowie, Nysie i Opolu. W 1989 r. przeszedł na emeryturę.
Oprócz pracy zawodowej działał społecznie, był m.in. wiceprzewodniczącym działającego w Słowenii Stowarzyszenia Międzynarodowego Deportowanych i Przesiedlonych oraz członkiem Rady Kombatantów w Częstochowie, a w latach 2006-2014 kierował Stowarzyszeniem Polaków Represjonowanych przez III Rzeszę Niemiecką, które założył. Ponadto propagował wiedzę na temat Holocaustu i losów polskiej ludności w okresie niemieckiej okupacji oraz napisał książkę Zapiski z mojego życia.
Odznaczony Krzyżem Kawalerskim i Krzyżem Oficerskim Orderu Odrodzenia Polski oraz Srebrnym i Złotym Krzyżem Zasługi, a w 2018 r. prezydent Częstochowy uhonorował go wyróżnieniem Tym, co służą Miastu i Ojczyźnie.
Zmarł 15 lutego 2023 r.